# Goes without Saying, but It’s Got to Be Said
Goes without Saying, but It’s Got to Be Said (deutsch „Es versteht sich von selbst, aber es muss gesagt werden“) ist ein Jazzalbum von Luís Vicente, John Dikeman, William Parker und Hamid Drake. Die am 19. Juli 2019 im Veranstaltungsort Galeria Zé dos Bois in Lissabon entstandenen Aufnahmen erschienen 2020 auf JACC Records.

## Hintergrund
Nach dem Tod von Albert Ayler und John Coltrane, rund 50 Jahre vor diesen Aufnahmen, habe in der Jazzszene ein Bewusstseinswandel eingesetzt, notierte Mark Corroto. In der Biografie von William Parker, Universal Tonality: The Life and Music of William Parker (2021) erzählt Cisco Bradley, wie sich der Tod von Ayler und Coltrane auf den damals jungen Bassisten ausgewirkt habe und ihn dazu inspirierte, sein Leben und seine Musik der Freiheit zu widmen. Der Bassist William Parker und der Schlagzeuger Hamid Drake kamen auf Goes without Saying, But It's Got to Be Said mit dem Tenorsaxophonisten John Dikeman und dem portugiesischen Trompeter Luis Vicente zusammen. Die dabei entstandene Musik zeigt nach Ansicht von Corroto, wie der Hörer die Punkte des Free Jazz von Coltrane und Ayler bis hin zu Don Cherry, David S. Ware, Fred Anderson und dieser neuen Generation von Fackelträgern verbinden kann.

## Titelliste
- Luís Vicente / John Dikeman / William Parker / Hamid Drake: Goes without Saying, but It’s Got to Be Said (JACC 40)[2]

1. 1st Sentence 27:10
2. 2nd Sentence 4:31
3. 3rd Sentence 16:29

Die Kompositionen stammen  von Luís Vicente, John Dikeman, William Parker und Hamid Drake.

## Rezeption

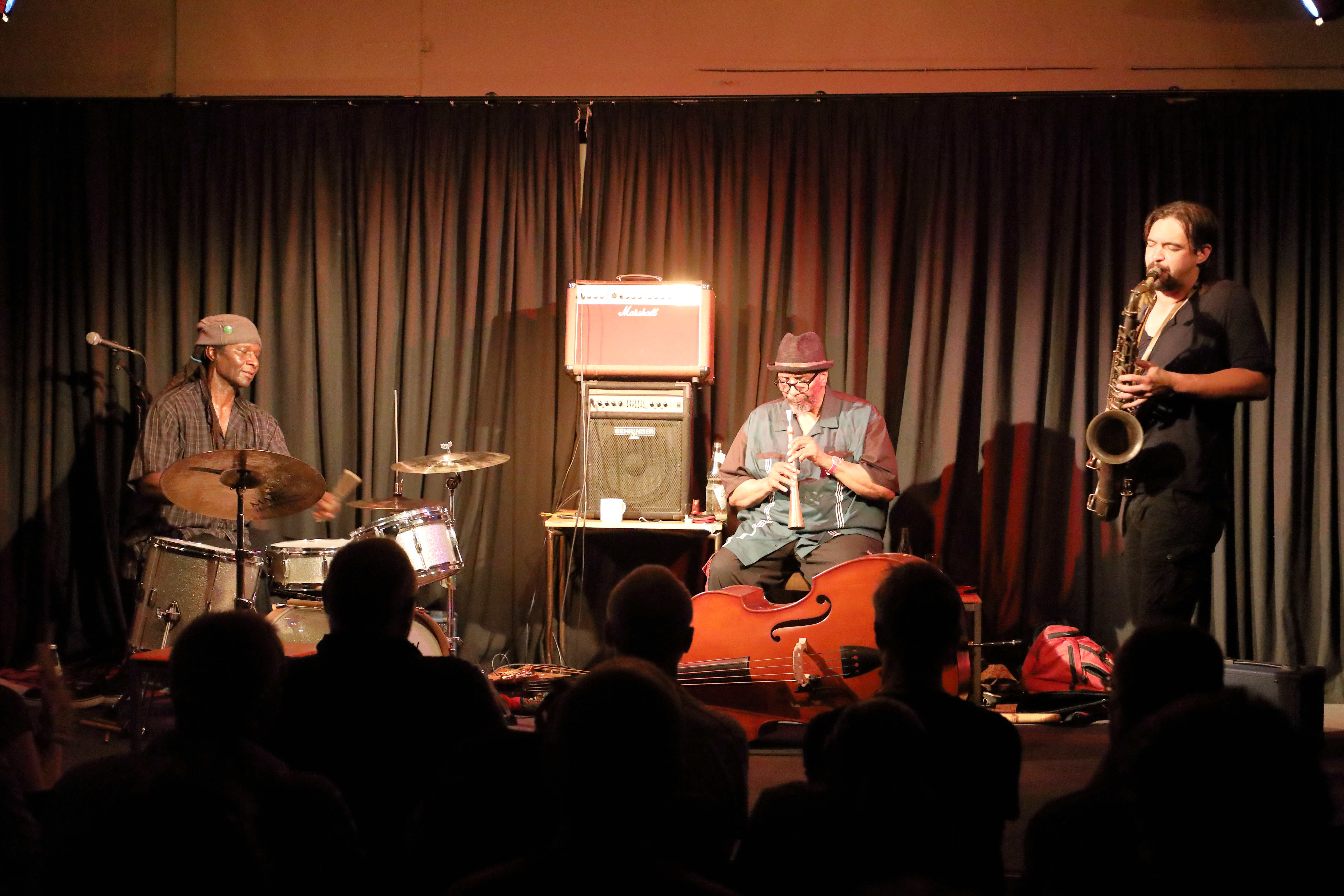
John Dikeman, William Parker und Hamid Drake im Club W71, Weikersheim, 2019.

Nach Ansicht von Mark Corroto, der das Album in All About Jazz rezensierte, würde ein halbes Jahrhundert nach dem Tod von Coltrane und Ayler „die von den Propheten entzündete Flamme hell und kraftvoll brennen“. Die Klänge des Quartetts seien hypnotisch, beruhigend und in Zeiten von COVID-19 hoffnungsvoll.
Der Mitschnitt aus Lissabon sei eine einzigartige Interpretation von energiegeladener Musik, wobei kochendes Grollen der Perkussion und pochende Kontrabasslinien die Lücken füllen, schrieb Ken Waxman (Jazz Word) über Goes without Saying, but It’s Got to Be Said. Abgesehen von einem Zwischenspiel gegen Ende, in dem Drake beim Spielen der Rahmentrommel singt, würden sich die Klänge mit wilder Dynamik entwickeln. Der Trompeter sei problemlos in der Lage, wolkenkratzerhohe Kapillarläufe zu erzeugen, aber ebenso geschickt im unteren und mittleren Register seines Instruments. Währenddessen schlängle sich der Saxophonist mit pfeifenden Hupen, übertriebenen Schmeicheleien und Abschnitten intensiver Glossolalie durch das Programm.
Mit Goes without Saying, but It’s Got to Be Said würde Luís Vicente in die große Liga aufspringen, meint Eyal Hareyveni (Salt Peanuts). Die Aufführung beginne mit dem 27-minütigen „1st Sentence“, der von Parker und Drake eingeleitet wird, doch schon bald schwebten Vicente und Dikeman über Parkers und Drakes kraftvollem und unwiderstehlichem Groove und würden ein dichtes, aber gefühlvolles Zusammenspiel entwickeln. Dikeman entscheide sich für einen raueren und raueren Ansatz im Vergleich zu den klaren und runden, aber superschnellen Linien von Vicente, der sich oft mit kurzen melodischen und lyrischen Linien und gelegentlicher Suche nach Klangfarben abwechsele. Später würden Drake und Parker die gefühlvoll-funkige Dimension dieses Stücks und intensivieren poetische Reaktionen bei Vicente und Dikeman auslösen.
Der kurze „2nd Sentence“ würde einen ganz anderen Verlauf nehmen, einen ruhigeren und sanfteren, so Hareyveni weiter. Angetrieben vom meditativen und hypnotischen Puls von Parker und Drake tauschten Dikeman und Vicente emotionale, melodische Ideen aus, die schließlich in einer ekstatischen Coda endeten. Beim letzten „3rd Sentence“ würden Drake mit Gesang und Rahmentrommel und Parker mit der nordafrikanischen Gimbri die Führung übernehmen und einen rituellen Call-and-Response-Modus bieten, bei dem Drake Verse aus dem Koran singe. Wenn Vicente und Dikeman sich dieser Art andächtigen Zusammenspiels anschlößen, fügten beide schöne, lyrische Gesten hinzu, betonten die bescheidene und besonders menschliche Atmosphäre dieses Stücks und beendeten es mit Flüstern.